# Audi V8
Der Audi V8 (Baureihe/Typ D11 bzw. 4C) ist das erste Oberklasse-Fahrzeug der Audi AG und wurde von Herbst 1988 bis Frühjahr 1994 produziert. Er war auch die erste Oberklasselimousine mit serienmäßigem permanenten Allradantrieb.
Der Audi V8 wurde bis 1994 insgesamt etwa 21.000-mal (laut Auskunft von Audi insgesamt 21.565 Exemplare einschließlich V8 lang) produziert.

## Modellgeschichte

### Allgemeines
Mit der neu geschaffenen D-Plattform, dem Audi V8 und dessen Langversion (V8 L, gefertigt von  Steyr-Daimler-Puch in Graz) begann ab 1988 Audis Vorstoß in die automobile Oberklasse. Die interne Typenbezeichnung lautet D11, fälschlich wird häufig von D1, wohl als Folge der späteren fortlaufenden Nummerierung ab dem Audi A8 D2 gesprochen, was aber als inkorrekt gilt. In den Fahrgestellnummern wird die Typenbezeichnung 4C genannt. Auf dem Typenschild im Motorraum steht Typ D11.
Das bisherige Topmodell, der Audi 200, war mit leistungsstarken Fünfzylindern ausgerüstet. Der V8 besaß hingegen ein neu entwickeltes Achtzylinder-Aggregat, das aus VW-GTI-16V-Vierzylinderbänken abgeleitet war. Der V8 wurde zunächst nur mit einer hochwertigen Ausstattung angeboten, unter anderem mit Ledersitzen, Klimaautomatik und Automatikgetriebe. Er war rund 30 % teurer als vergleichbare Basismodelle der Konkurrenz wie der S-Klasse von Mercedes-Benz oder der 7er-Reihe von BMW.

### Design
Der Audi V8 unterschied sich vom Audi 200 durch einige markante Designanpassungen. Neuartig war die Einfassung des Frontgrills. Dieses Erscheinungsbild wurde nach und nach bei allen Audi-Fahrzeugen eingeführt und gab der gesamten Flotte eine einheitliche Erscheinung. Die Frontpartie des V8 war dazu etwas stärker geneigt, und die Radhäuser wurden leicht verbreitert, um größere Reifenformate aufzunehmen. 
Trotz dieser Änderungen war die technische und optische Verwandtschaft mit dem Audi 100 und 200 offensichtlich, so dass der V8 gelegentlich sogar mit einem Audi 200 in der exklusiven Ausstattung verwechselt wurde. Die Überarbeitung von Front- und Heckpartie sowie eine minimale Verlängerung des Radstands um lediglich einen Zentimeter führten zu einer Gesamtlängensteigerung von fünf Zentimetern – zu wenig, um sich signifikant von den Schwestermodellen abzusetzen. Diese Zurückhaltung im Design trug zu einem eher lauen Marktempfang bei. Die hinteren Türen sowie die hintere Stoßstange wurden daran angepasst und ebenfalls verändert. Die Rückleuchten wurden in einem neuartigen Verfahren komplett rot eingefärbt, wobei die Blinker immer noch orange aufleuchteten.

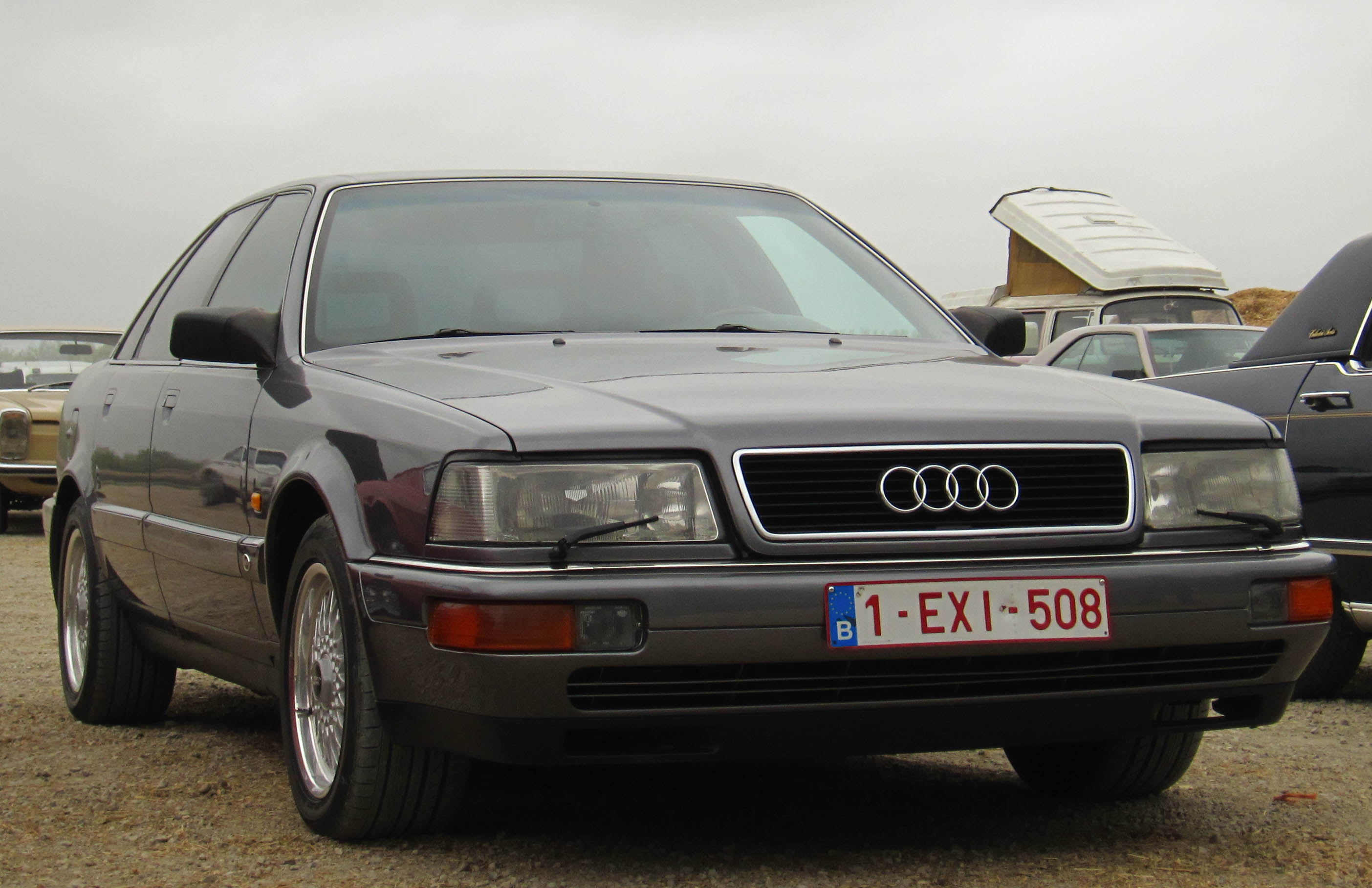
Audi V8 3.6
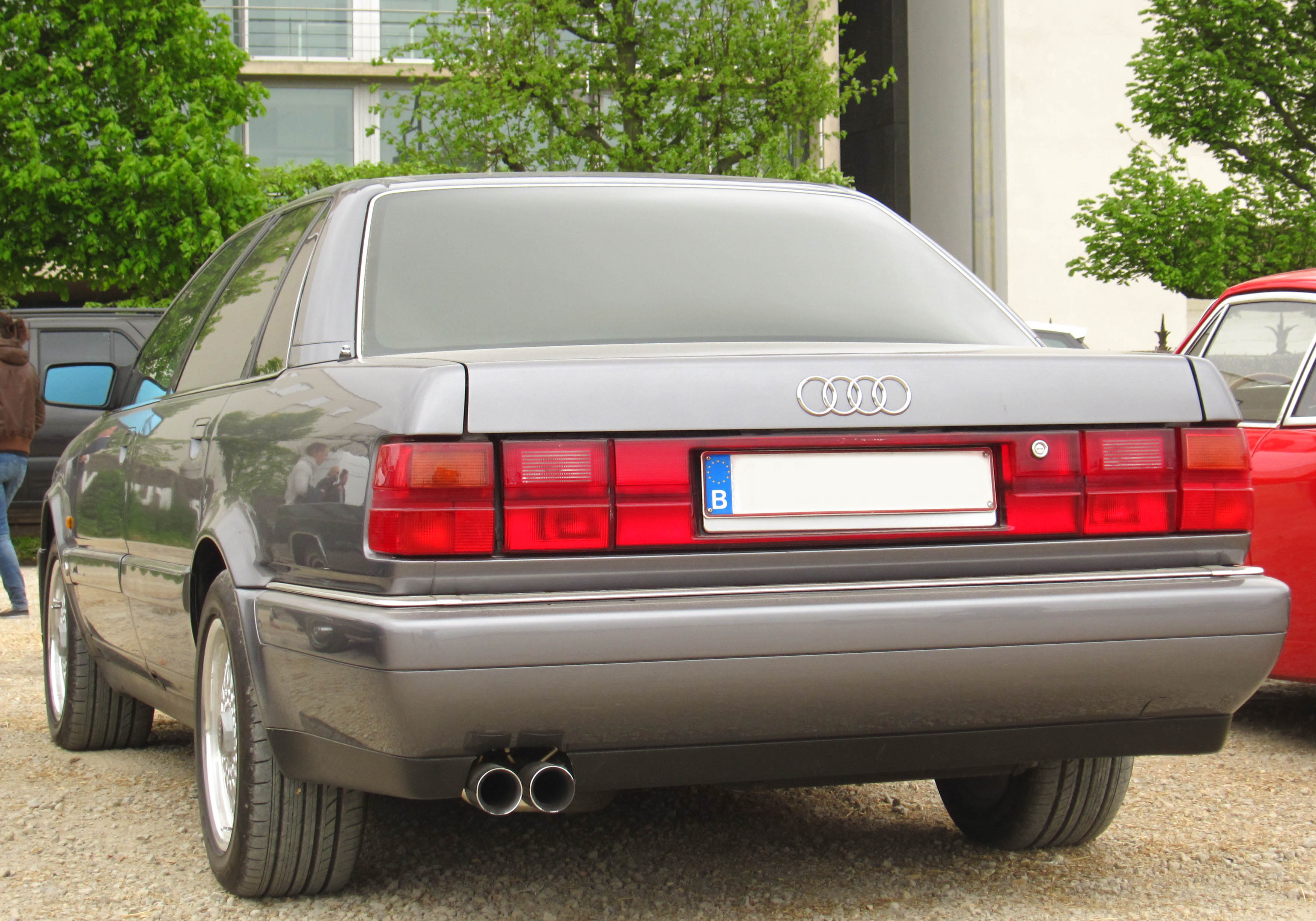
Heckansicht
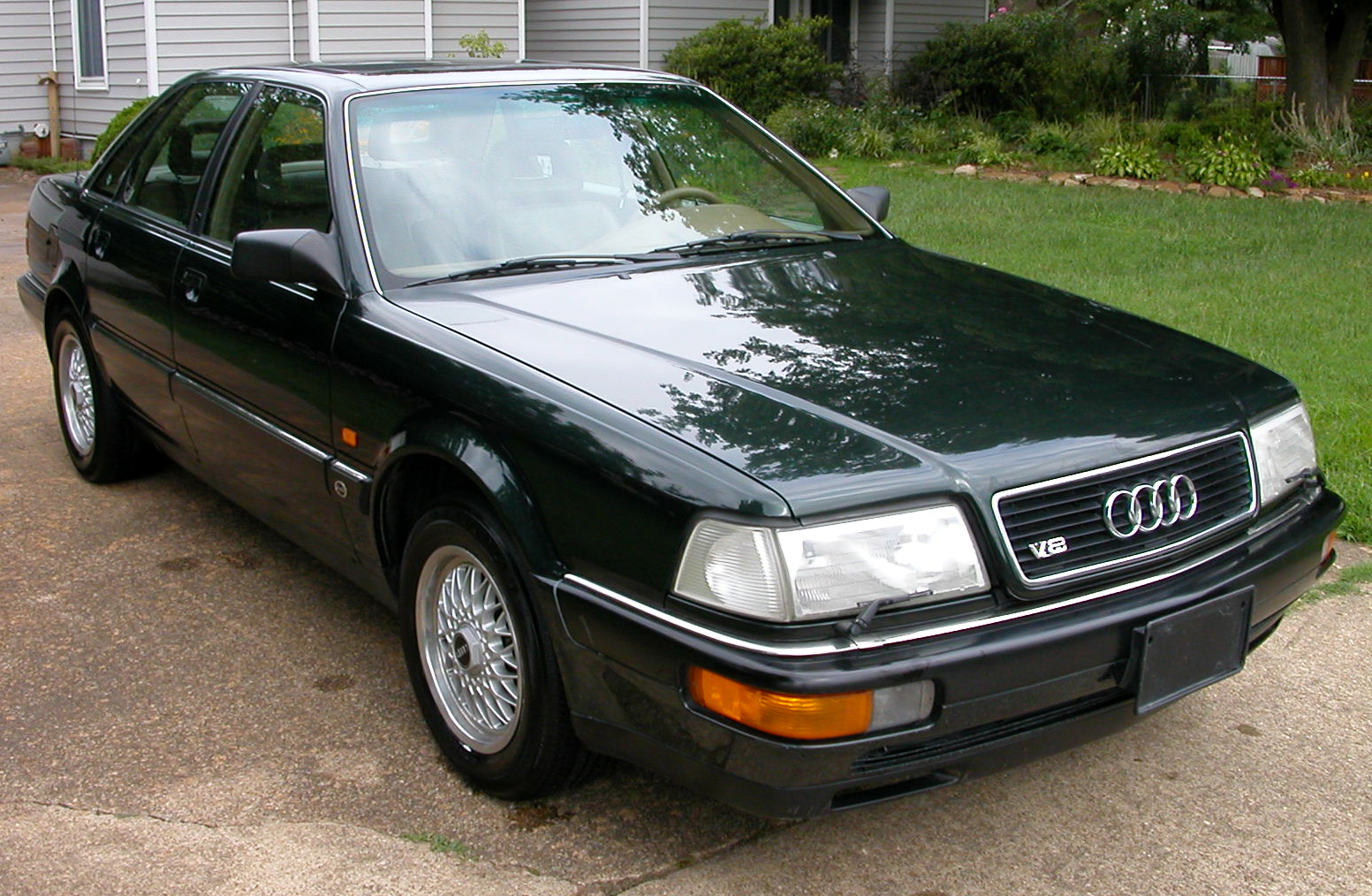
Audi V8 US-Version
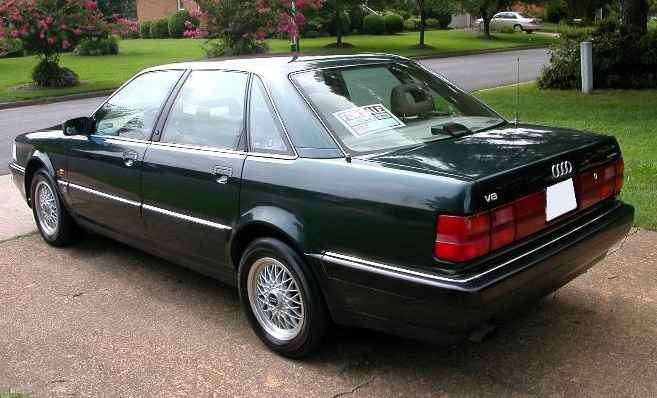
Audi V8 US-Version (Heckansicht)
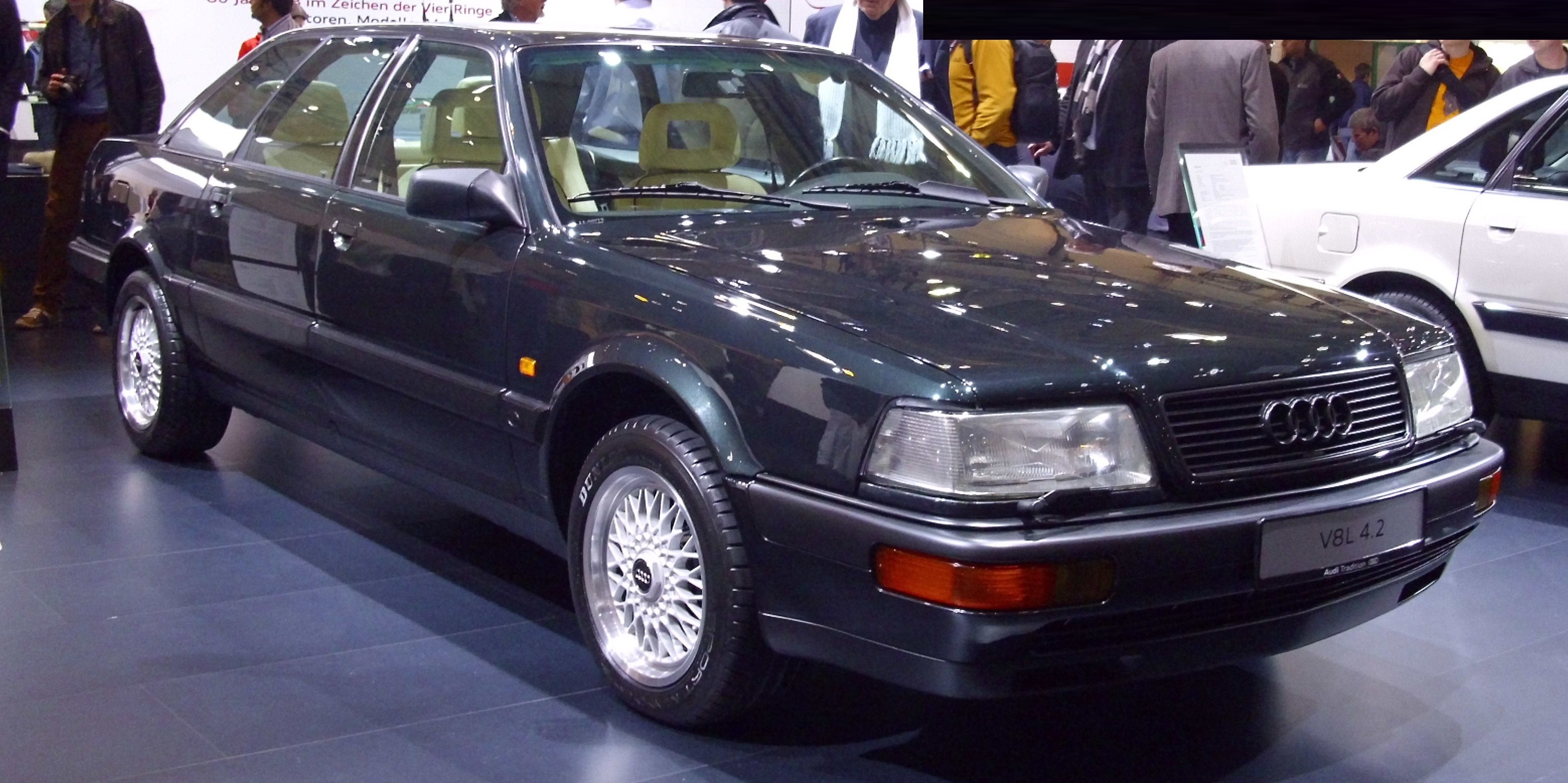
Audi V8 L (Langversion)
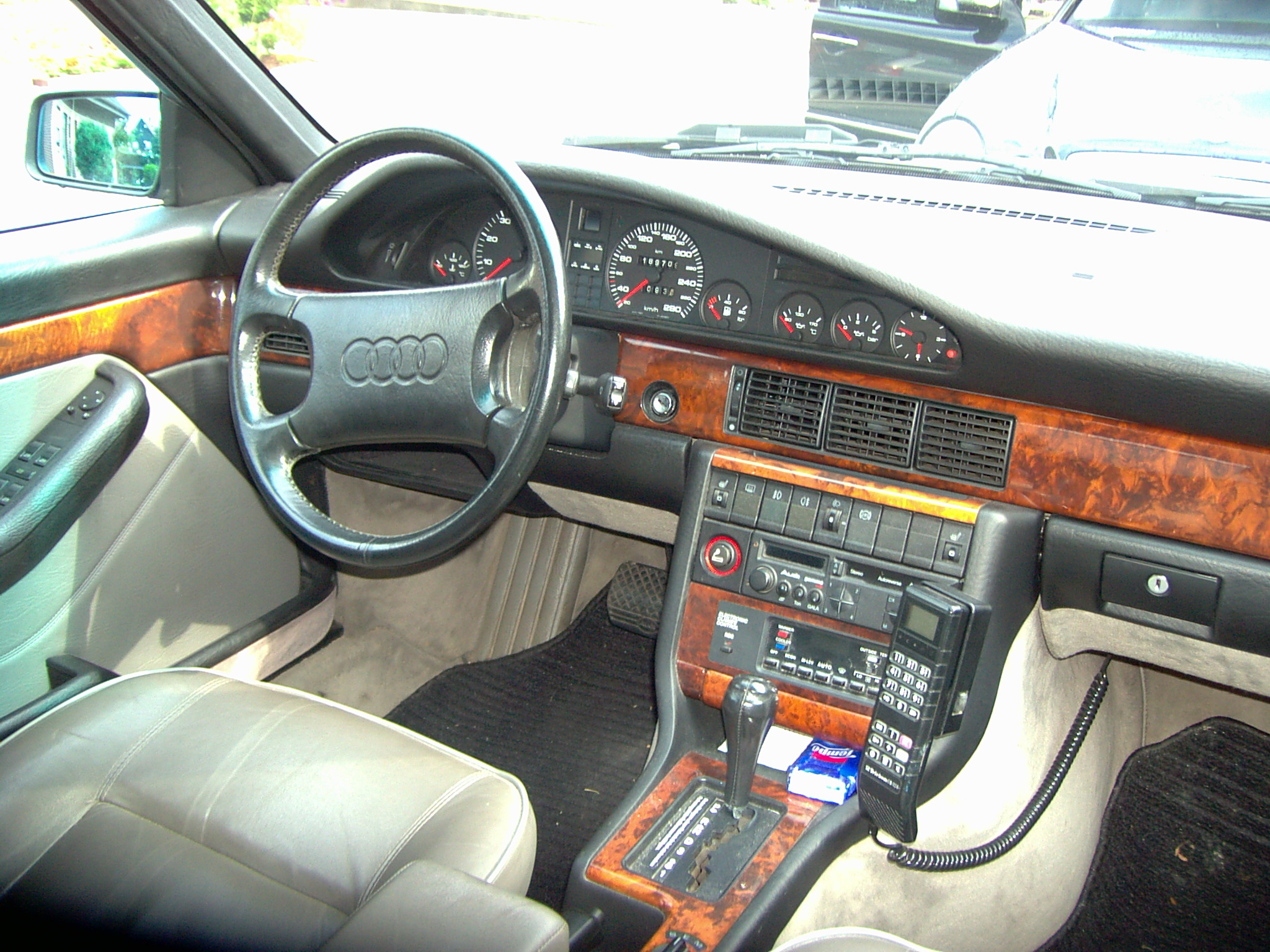
Interieur
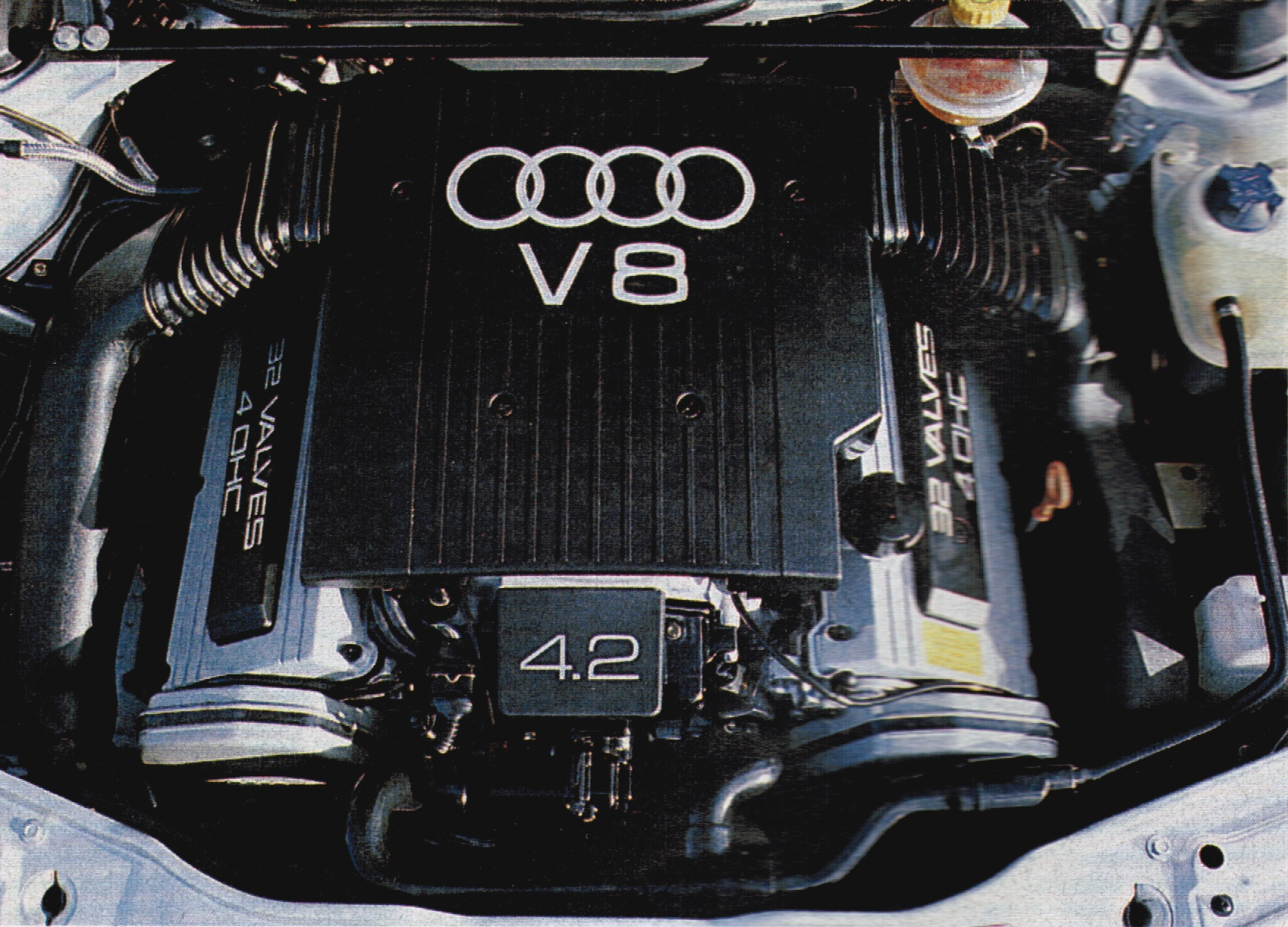
V8 4.2 Motor
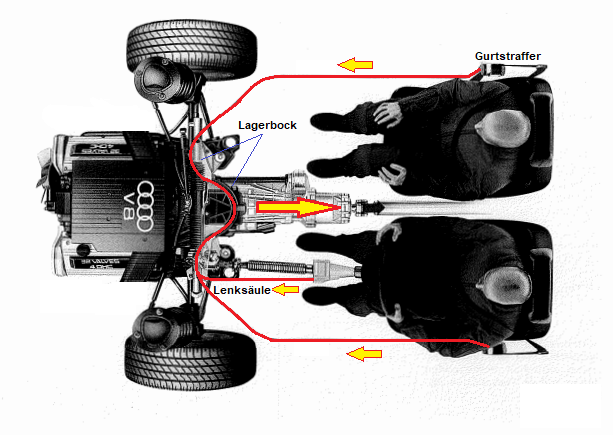
Procon-ten System

### Markterfolg
Der Audi V8 blieb hinter den prognostizierten Verkaufszahlen zurück. Dafür gab es mehrere Gründe: Zum einen war die Ähnlichkeit mit Audis C-Modellen nicht zu übersehen, obwohl er technisch weitgehend neu konstruiert war. Zum anderen wurde schon 1990 das Nachfolgemodell des Audi 100 vorgestellt – der C4. Damit wirkte der V8 nicht mehr ganz aktuell, denn er war ja gerade aus der nun abgelösten C3-Plattform von 1982 abgeleitet worden. Ab Oktober 1992 wurde zudem der Audi 100 S4 mit V8-Motor und einem um 8050 DM geringeren Grundpreis präsentiert. Durch seine sportlich-modernere Ausstattung, sein geringeres Gewicht und seine leicht verbesserten Fahreigenschaften erwies er sich in Tests als überlegene Alternative. 
Das damalige geringere Prestige der Marke Audi, besonders in der Oberklasse, spielte sicherlich auch eine große Rolle für Audis zähen Start ins Oberklasse-Segment. Dadurch waren nicht viele Käufer aus der angestrebten Zielgruppe bereit, viel Geld für ein Auto mit wenig Image auszugeben. Ein Startvorteil war jedoch, dass der V8 damals als einziges Fahrzeug der Oberklasse allradgetrieben war. Erst mit der Nachfolgegeneration schloss Audi dann zu BMW 7er und S-Klasse auf.
Ein bemerkenswertes Designelement des Audi V8 war die Integration des Kühlergrills in die Motorhaube – eine Premiere für eine Audi-Limousine, die zuvor nur beim Audi Coupé realisiert worden war. Das Heck des Fahrzeugs zeichnete sich durch rechteckige Rückleuchten mit horizontaler Ausrichtung aus, die durch ein rotes Kunststoffband verbunden waren, ein stilistisches Merkmal, das der damaligen Automode entsprach.
Diese Kombination aus subtilen Innovationen und markentypischer Zurückhaltung unterstrich den Anspruch des Audi V8, ein elegantes und gleichzeitig unaufdringliches Flaggschiff zu sein.

### Karosserie
Die Karosserie war, wie bei Audi üblich, vollverzinkt. Sie basierte auf der C3-Baureihe, jedoch wurden beinahe alle Teile angepasst oder verändert. Alle Teile der Front einschließlich Scheinwerfern,  Motorhaube, Stoßstange und Kotflügel wurden neu konstruiert. Tatsächlich sind trotz der scheinbaren Ähnlichkeit mit den kleineren Modellen über 90 Prozent der Karosserieteile des V8 spezifisch.
Audi bot den V8 auch in einer um 30 cm verlängerten Version an, die Steyr-Daimler-Puch in Graz produzierte. Die Langversion wurde in einer Stückzahl von 271 Fahrzeugen gebaut.
Ein Einzelstück blieb ein 1989 als Kombi (Avant) umgebauter V8, der im Besitz von Ursula Piëch, der Frau des damaligen Audi-Vorstandsvorsitzenden Ferdinand Piëch, blieb. Der Wagen befindet sich heute im museum mobile in Ingolstadt.

### Motoren
Der Audi V8 wurde ausschließlich mit Achtzylinder-Motoren mit 32 Ventilen und vier obenliegenden Nockenwellen angeboten. 
Der Motor mit einem Hubraum von 3,6 Litern (3562 cm³) leistet 184 kW (250 PS) bei 5800/min. Das maximale Drehmoment von 340 Nm liegt bei 4000/min an. Eine Motronic mit selektiven Klopfsensoren regelt den Zündzeitpunkt und die Benzineinspritzung. Der Motorblock und die Zylinderköpfe sind aus Aluminium gefertigt.
Ab dem Modelljahr 1992 wurde auch ein stärkerer Achtzylinder-Motor mit 4,2 Litern (4172 cm³) und einer Leistung von 206 kW (280 PS) bei 5800/min angeboten. Das maximale Drehmoment dieses Motors beträgt 400 Nm bei 4000/min. Der 4,2-Liter-Motor bietet trotz des relativ geringen Leistungsunterschiedes spürbar bessere Fahrleistungen. Seine Nachteile sind vor allem der höhere Kraftstoffverbrauch und eine etwas geringere Laufkultur.

### Getriebe und Antrieb
Der Audi V8 war der erste deutsche Oberklasse-Pkw, der mit permanentem Allradantrieb und Viergang-Automatikgetriebe angeboten wurde. Sowohl Automatikgetriebe als auch das Allradsystem quattro arbeiten vollkommen selbsttätig.
Die Motorkraft wird automatisch anteilig auf die Achsen entsprechend ihrer Bodenhaftung verteilt, ohne dass der Fahrer eingreifen muss, wie zum Beispiel durch das Zuschalten von Differentialsperren. Dafür sorgt eine elektronisch gesteuerte Lamellenkupplung, die das Zentraldifferential sperren kann, sowie ein Torsen-Sperrdifferential an der Hinterachse.
Im normalen Betrieb wird die Motorkraft im Verhältnis 50:50 auf Vorder- und Hinterachse übertragen. Unter schwierigen Bedingungen aktiviert die elektronische Steuerung die Längssperre, wodurch bis zu 100 % des Drehmoments an eine Achse fließen können.
Aufgrund von Kundenwünschen wurde Anfang 1990 auch ein Fünfgang-Schaltgetriebe angeboten, das zum Modelljahr 1992 mit der Einführung des 4,2-Liter-Motors durch ein Sechsgang-Getriebe ersetzt wurde. Der größte Teil der Kunden bestellte jedoch weiterhin das Automatikgetriebe, weshalb Fahrzeuge mit Schaltgetriebe heute äußerst selten zu finden sind. Die Fahrzeuge mit Schaltgetriebe haben im Gegensatz zu den Fahrzeugen mit Automatikgetriebe ein Torsen-Mitteldifferential. An der Hinterachse ist ebenfalls ein Torsen-Differential eingebaut.

### Fahrwerk
Die Vorderräder sind an MacPherson-Federbeinen und Querlenkern aufgehängt, hinten ist eine Doppelquerlenkerachse eingebaut. Beim V8 wurde an der Vorderachse eine einzigartige und nur an diesem Fahrzeug sowie dem Audi 200 und später Audi S4 C4 mit dem 20-Ventil-Turbomotor verwendete Bremsenkonstruktion eingesetzt, die innenumfasste Bremsscheiben hatte, die im automobilen Volksmund aufgrund ihres Aussehens UFO-Bremse genannt wird. Dabei greift die Bremszange von innen  an die Bremsscheibe; die Verbindung von Bremsscheibe und Radnabe besteht aus einer stählernen Schüssel-Konstruktion, die dem Aussehen nach einem UFO ähnelt. Audi nannte die Bremskonstruktion High Performance kurz HP. Diese Konstruktion ergibt eine größere Reibfläche der Bremsscheibe im Verhältnis zum Felgendurchmesser als es bei konventionellen Scheibenbremsen möglich ist. Dies Konstruktion wurde jedoch mit der Schwimmsattelbremse der 2. Generation ab Modelljahr 1993, der HP2-Bremsanlage, wieder verworfen. Durch eine kompaktere Bauweise konnten die anfänglichen Schwächen einer herkömmlichen Bremsanlage wettgemacht und sogar erheblich verbessert werden. So beträgt die berechnete Scheiben-Temperaturdifferenz bei einem Stopp aus 250 km/h mit einer Verzögerung von 1 g 96 °C zu Gunsten der HP2.
Reparaturen und Wartung an der HP-Bremse sind sehr aufwändig und damit teuer. Eine Umrüstung auf die konventionelle Bremsanlage des Audi 200 turbo oder die HP-2 ist aber möglich und wurde bei vielen V8 auch durchgeführt.

### Verkaufspreise

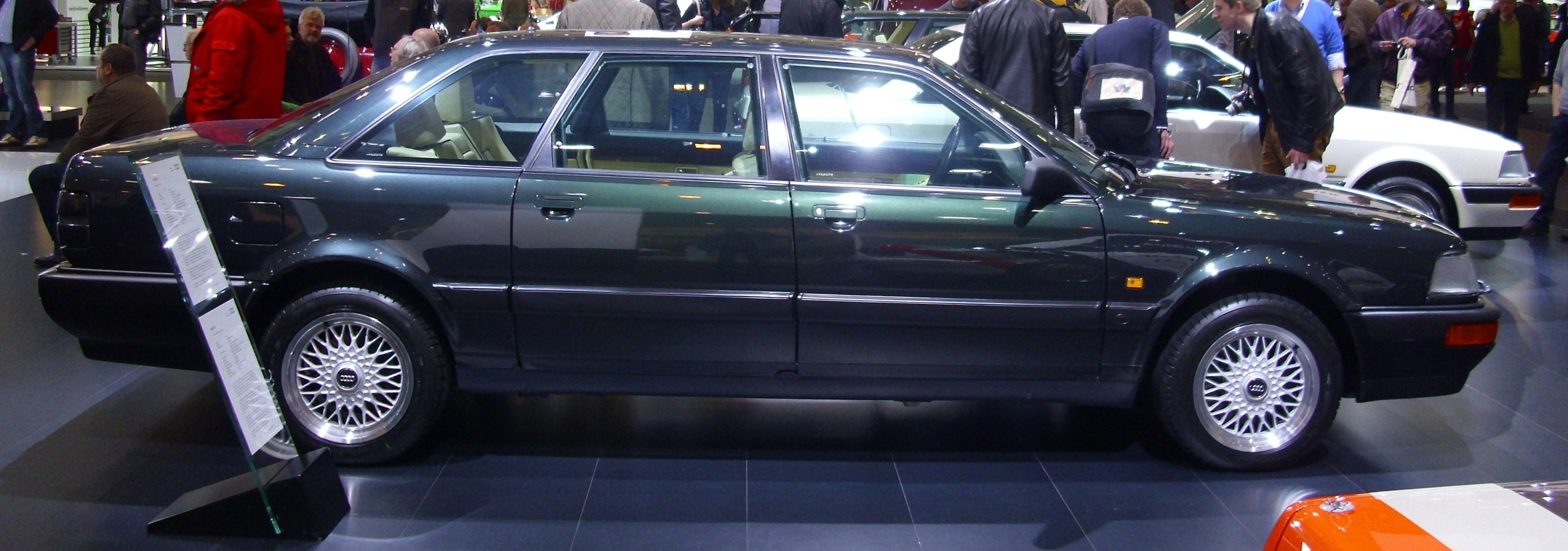
Audi V8 Langversion

Bei der Markteinführung kostete der Audi V8 3,6 98.700 DM, die Langversion 155.000 DM. Kurze Zeit später wurde eine Version mit weniger Serienausstattung vorgestellt, das ursprüngliche Grundmodell erhielt die Zusatzbezeichnung „Exclusiv“. Im Januar 1990 wurden folgende Modelle angeboten:
- Grundmodell: 84.950–88.250 DM
- Exclusiv: 102.000 DM
- Langversion V8L: 155.000 DM

## Technische Daten
laut Betriebsanleitung (aus dem Jahr 1992):
|                                     | Audi V8 3.6                                                                | Audi V8 4.2                                | Audi V8 4.2 Lang                           |
| Motorkennbuchstaben                 | PT                                                                         | ABH                                        | ABH                                        |
| ----------------------------------- | -------------------------------------------------------------------------- | ------------------------------------------ | ------------------------------------------ |
| Bauzeit                             | 1988–1994                                                                  | 1992–1994                                  | 1992–1994                                  |
| Zylinder/Ventile                    | 8/32                                                                       | 8/32                                       | 8/32                                       |
| Bohrung × Hub                       | 81 × 86,4 mm                                                               | 84,5 × 93 mm                               | 84,5 × 93 mm                               |
| Hubraum                             | 3562 cm³                                                                   | 4172 cm³                                   | 4172 cm³                                   |
| Leistung kW (PS) bei 1/min          | 184 (250) bei 5800                                                         | 206 (280) bei 5800                         | 206 (280) bei 5800                         |
| Drehmoment Nm bei 1/min             | 340 bei 4000                                                               | 400 bei 4000                               | 400 bei 4000                               |
| Getriebe                            | 5-Gang Schaltgetriebe / ab 1992 6-Gang Schaltgetriebe / (4-Gang Automatik) | 6-Gang Schaltgetriebe / (4-Gang Automatik) | 6-Gang Schaltgetriebe / (4-Gang Automatik) |
| Antrieb                             | Allrad permanent                                                           | Allrad permanent                           | Allrad permanent                           |
| Beschleunigung 0–100 km/h           | 7,9 s (9,2 s)                                                              | 6,8 (7,7 s)                                | 7,0 (7,9 s)                                |
| Höchstgeschwindigkeit               | 244 km/h (235 km/h)                                                        | 249 km/h (249 km/h)                        | 249 km/h (249 km/h)                        |
| Kraftstoffverbrauch bei 90 km/h     | 8,7 (8,9) l/100 km                                                         | 8,9 (9,2) l/100 km                         | 8,9 (9,2) l/100 km                         |
| Kraftstoffverbrauch bei 120 km/h    | 10,5 (10,9) l/100 km                                                       | 10,7 (11,0) l/100 km                       | 10,7 (11,0) l/100 km                       |
| Kraftstoffverbrauch bei Stadtzyklus | 17,5 (17,1) l/100 km                                                       | 17,8 (17,5) l/100 km                       | 17,8 (17,5) l/100 km                       |
| Leergewicht                         | 1710 kg                                                                    | 1710 kg                                    | 1770 kg                                    |
| Tankinhalt                          | 80 Liter                                                                   | 80 Liter                                   | 80 Liter                                   |

Werte in Klammern gelten für Automatik

## Motorsport

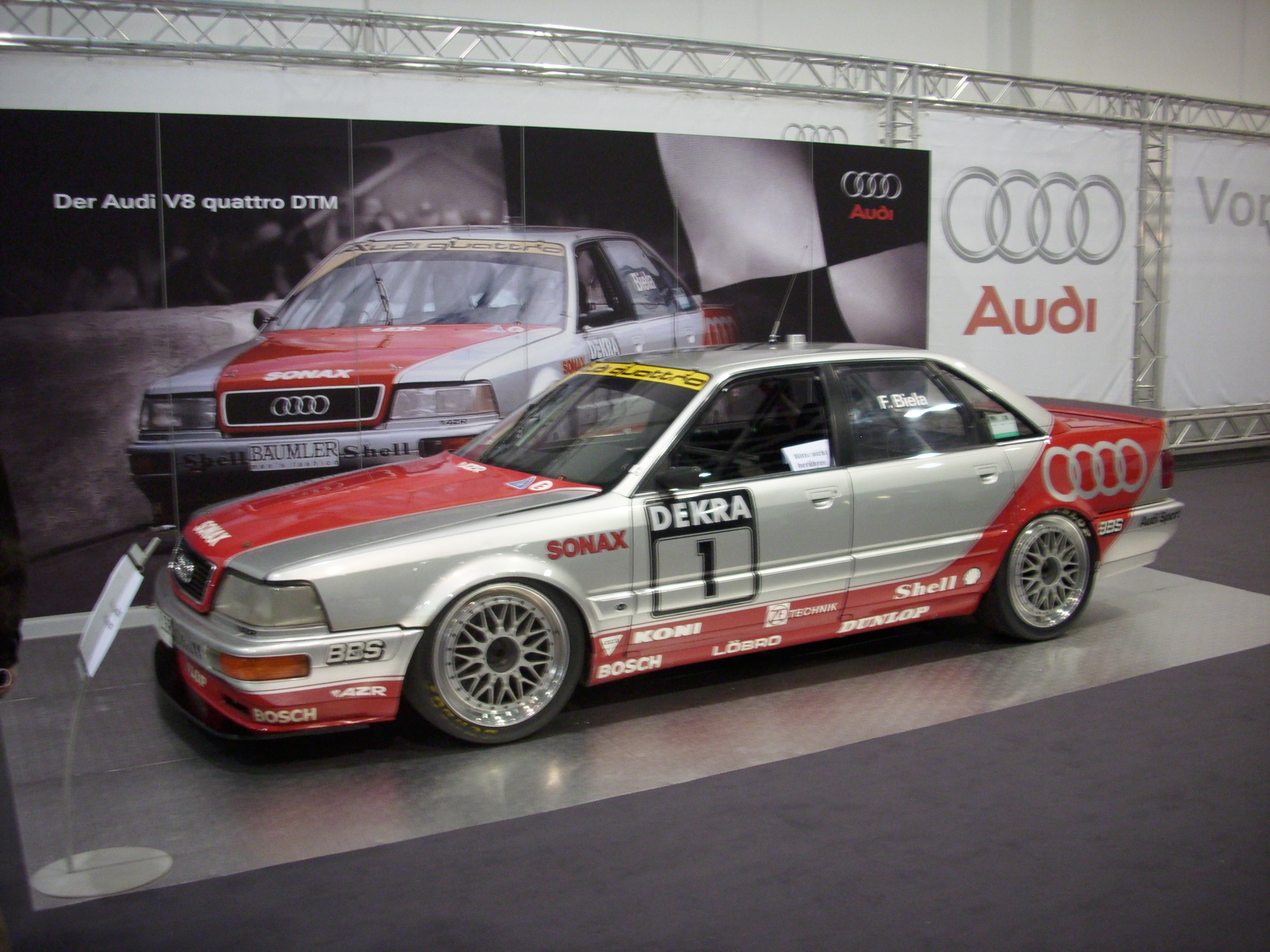
Audi V8 quattro DTM der Saison 1992 von Frank Biela

Mit dem V8 quattro DTM war Audi von 1990 bis zur Saisonmitte 1992 in der Deutschen Tourenwagen-Meisterschaft engagiert. Hans-Joachim Stuck konnte sie 1990 und Frank Biela 1991 gewinnen.
Seit 2003 setzt Derichs Rennwagen e. V. einen für den Motorsport angepassten 1992er-V8 beim 24-Stunden-Rennen auf dem Nürburgring ein. Das Fahrzeug verfügt über den 4,2-Liter-V8-Motor, das 4-Gang-Automatikgetriebe und Allradantrieb und leistet etwa 300 PS.

## Sonstiges
Trotz vieler mechanischer und elektronischer Innovationen gilt der Audi V8 bis heute als recht zuverlässig. In Dauertestberichten diverser Autozeitschriften über 100.000 km schnitt das Fahrzeug seinerzeit meist mit geringen Mängeln und ohne Ausfälle überdurchschnittlich gut ab.
Reparaturen können heute immense Kosten mit sich bringen. Der derzeitige Fahrzeugbestand in Deutschland beträgt laut Kraftfahrtbundesamt am 1. Januar 2022 1.067 Stück. Gebrauchte Ersatzteile sind selten und teuer, aber auch Neuteile werden immer schwieriger erhältlich, sofern es sich nicht um reine Verschleißteile handelt, da durch die Ersatzteilpolitik von Audi immer mehr neue Ersatzteile für ältere Baureihen nicht mehr zu bekommen sind. Die Preise neuer, aber auch gebrauchter Ersatzteile bewegen sich teilweise weit oberhalb der der gängigen Oberklassewagen.
Kurz nach der Präsentation des Audi V8 rügten viele Fachzeitschriften die hohen Ersatzteilpreise. Anfang der 1990er Jahre kostete ein neuer Motor 20.000 DM (der Preis eines neuen VW Golf), ein Automatikgetriebe 13.000 DM, und für einen Satz vorderer Bremsscheiben wurden inklusive Bremsbeläge 1500 DM verlangt, was an der ungewöhnlichen und aufwändigen Konstruktion der Bremsscheiben liegt.
Vermutlich auch aus diesem Grund befinden sich heute die meisten verbliebenen Exemplare des V8 in Liebhaber- oder Sammlerhänden.

## Rundfunkberichte
- Christoph Bauer: Revolutionär: Audi V8, DW-TV – Motor mobil 21. August 2017 (YouTube)